# Дубінін Артем Олексійович
Артем Олексійович Дубінін (рос. Артем Алексеевич Дубинин; 3 березня 1989, м. Тольятті, СРСР) — російський хокеїст, центральний нападник. Виступає за «Лада» (Тольятті) у Вищій хокейній лізі. 
Вихованець хокейної школи «Лада» (Тольятті), перший тренер — А.К. Коновалов. Виступав за: «Лада» (Тольятті), ХК «Рязань», ЦСК ВВС (Самара), «Ладья» (Тольятті).